# Хожеле (гмина)
Хожеле (пол. Chorzele) — гмина (волость) в Польше, входит как административная единица в Пшаснышский повет, Мазовецкое воеводство. Население — 10 231 человек (на 2004 год).

## Демография
| Перепись                       | Всего   | Всего | Женщины | Женщины | Мужчины | Мужчины |
| ------------------------------ | ------- | ----- | ------- | ------- | ------- | ------- |
| Единицы                        | человек | %     | человек | %       | человек | %       |
| Население                      | 10 231  | 100   | 5044    | 49,3    | 5187    | 50,7    |
| Плотность населения (чел./км²) | 27,5    | 27,5  | 13,6    | 13,6    | 14      | 14      |

## Поселения
1. Александрово
2. Анново
3. Багенице
4. Биндуга
5. Бобры
6. Богданы-Мале
7. Богданы-Вельке
8. Бжески-Колаки
9. Будки
10. Бугзы-Плоске
11. Бугзы-Ярки
12. Бугзы-Свенхы
13. Чаплице-Фурманы
14. Чаплице-Пилаты
15. Чаплице-Вельке
16. Чажасте-Мале
17. Чажасте-Вельке
18. Домброва
19. Домбрувка-Островска
20. Дучимин
21. Дзеженга-Надборы
22. Гадомец-Хшчаны
23. Гадомец-Милочента
24. Гадомец-Пероне
25. Гронд-Рыцицки
26. Яжинны-Кеж
27. Едлинка
28. Круково
29. Кшиновлога-Велька
30. Квятково
31. Липовец
32. Ливки
33. Лаз
34. Лазы
35. Монцице
36. Ниске-Вельке
37. Нова-Весь-к.-Дучимина
38. Нова-Весь-Зарембска
39. Опаленец
40. Опилки-Плоске
41. Посцень-Весь
42. Посцень-Замён
43. Прусколенка
44. Пшисовы
45. Пшонталина
46. Рапаты-Гурки
47. Рапаты-Сулимы
48. Рапаты-Жахы
49. Рашуйка
50. Равки
51. Рембелин
52. Рыцице
53. Жодкевница
54. Скузе
55. Соснувек
56. Стара-Весь
57. Сченцель
58. Василы-Зыгны
59. Вежховизна
60. Вулька-Здзивуйска
61. Загаты
62. Зарембы
63. Здзивуй-Новы
64. Здзивуй-Стары

## Соседние гмины
1. Гмина Бараново
2. Гмина Чарня
3. Гмина Дзежгово
4. Гмина Яново
5. Гмина Еднорожец
6. Гмина Кшиновлога-Мала
7. Гмина Вельбарк